# Sceloporus taeniocnemis
Sceloporus taeniocnemis (гватемальська смарагдова колюча ігуана) — вид ігуаноподібних ящірок родини фриносомових (Phrynosomatidae). Мешкає в Мексиці і Гватемалі.

## Підвиди
Виділяють два підвиди:
- Sceloporus taeniocnemis taeniocnemis Cope, 1885;
- Sceloporus taeniocnemis hartwegi Stuart, 1971.

## Поширення і екологія
Гватемальські смарагдові колючі ігуани мешкають на південних схилах Чіапаського нагір'я в мексиканському штаті Чіапас та в горах в центральній частині Гватемали. Вони живуть в соснових і сосново-дубових лісах, гірських хмарних лісах, трапляються на плантаціях і в садах та поблизу людських поселень. Зустрічаються на висоті від 1200 до 2500 м над рівнем моря.